# مگس شیشه‌سبز مکزیکی
مگس شیشه‌سبز مکزیکی(نام علمی: Lucilia mexicana) نام یک گونه از سرده شیشه‌سبز است.